# Syntrichia virescens
Syntrichia virescens là một loài Rêu trong họ Pottiaceae. Loài này được (De Not.) Ochyra miêu tả khoa học đầu tiên năm 1992.